# シリアの国旗
シリアの国旗は、2011年から2024年にかけてシリア内戦で旧反体制派が使用していた「革命旗」のデザインを踏襲したもので、1932年に制定されたシリア第一共和国時代の「独立旗」（independence flag）のデザインが元となっている。2024年発足の暫定政権が発布した憲法により、制定されており。トルコ、ロシア、日本等各国に設置されたシリア大使館のほか、アメリカ・ニューヨークの国連本部においてもアサド政権（バアス党政権）時代のものに代わって掲揚されている。
なお、それまでのアサド政権時代の国旗は、1980年に制定されたもので、1958年から1961年にかけてのアラブ連合共和国時代のデザインを踏襲したものであった。

## シリア国旗の変遷
最初のシリア国旗は、ハーシム家が建てたシリア王国時代の1920年にデザインされた。これは現在のヨルダンの国旗に似ているが緑色と白色の順序が逆で、第一次世界大戦中にハーシム家が率いたアラブ反乱の旗をもとに七つの突起がある白い星を加えたものであり、アラブ世界で最初に汎アラブ色を取り入れた国旗だった。しかし、シリアはフランスの委任統治となったため、フランス軍がシリアへ侵攻。ハーシム家は敗れ、王家にはイギリスの手によってイラク王国の国王に据えられた。フランス委任統治領シリアは王国の旗に替え、青地に白の三日月、左隅（カントン）にフランスの国旗を配した旗を制定した。さらに一か月後、緑・白・緑の水平三色旗に、左隅にフランス国旗を配した旗に変えられた。この旗は1925年から1932年まで使用された。同時期シリアはアラウィー派国やドゥルーズ派国などにも分割されており、それぞれ左隅にフランス国旗を配した旗を制定した。
この旗は1932年に、上から緑・白・黒の三色の帯があり、白帯のところに3つの赤い星（五芒星）があるデザインに変えられ、次いでフランス・シリア条約が制定されシリアは部分的な独立を得た。緑はイスラム帝国初期の正統カリフの時代を、白はウマイヤ朝を、黒はアッバース朝を表していた。3つの赤い五芒星は当初は委任統治領シリアのアレッポ地区、ダマスカス地区、デリゾール地区を指していたが、1936年にアラウィー派国とドゥルーズ派国がシリアに合流すると、3つの星はシリアの主要部、アラウィ―派地域、ドゥルーズ派地域を表すということになった。なお3つの星について、3つの地域というのはアサド政権が主張する誤った認識で、本来はフランスの侵略に対する3つの反乱（Hananu Revolt、Alawite revolt of 1919、Great Syrian Revolt）を表すという政治的解釈もある。1944年の独立時もこの旗であった。
1958年にシリアとエジプトがアラブ連合共和国を結成した時に、赤・白・黒で緑の星が2つある、後のアサド政権（バアス党政権）時代と同じデザインのものが使われた（2つの星はエジプトとシリアを意味する）。1961年にアラブ連合共和国を離脱した際に、古いデザインに戻ったが、1963年にバアス党のクーデターでまた赤・白・黒の水平三色旗に戻った。この時には星は3つとなった（同時期にバアス党が政権を奪取したイラクの国旗と同様のデザインであり、当初はイラク・シリア・エジプトによる汎アラブ国家建設の構想もあったとされるが、実現しなかった）。
1971年、リビアのカダフィ大佐主導で、シリア・エジプト・リビアの汎アラブ主義国がアラブ共和国連邦を結成し国旗を統合した。この連邦は、赤・白・黒の水平三色旗の中央にアラビア語で「アラブ共和国連邦」と書かれた巻物を持つ金の鷹の旗を国旗に制定したが、この連邦は政治統合を見ないまま1977年に解消した。
1980年にアラブ共和国連邦旗に代えて、2024年まで使い続けられることになるデザインが使われるようになった。この旗はアラブ連合共和国当時と同じデザインで、赤色もアラブ共和国連邦当時の赤色からアラブ連合当時のやや明るい赤色に戻された。
2011年から始まったシリア内戦では、バッシャール・アル＝アサド率いるバアス党政権に反対する勢力が、アサド政権とバアス党の正当性を否定するため、バアス党の政権掌握以前に制定された1932年以来の国旗を「シリア革命旗」として使用した。そのためアサド政権は「革命旗」を非合法化し、少しでも関わった者は即時逮捕された。また親政権派メディアを通じ、独立時の国旗を「委任統治時代の旗」「植民地主義の旗」「フランスの高等弁務官の旗」といった根拠のない主張を展開した。
その後バアス党政権が崩壊した直後は、シリア内戦時におけるシリア革命旗に近い物が事実上用いられるようになった。そして2025年、暫定政府が憲法を発布し、正式に国旗が制定された。

?シリア王国の国旗 (1920)
?フランス委任統治領シリアの旗 (1920-1922)
?フランス委任統治領シリアの旗 (1922-1932)
?1932年から1958年、および1961年から1963年にかけて用いられた旗
?アラブ連合共和国の国旗 (1958-1961)
?バアス党が政権奪取後に制定した国旗 (1963-1972)
?1972年に制定された国旗。アラブ共和国連邦解消後も1980年まで使われた
?アラブ共和国連邦の軍艦旗
?アラブ共和国連邦時代の大統領旗
?アサド政権（バアス党政権）時代の国旗（1980年-2024年12月8日）
?シリア暫定政府時代の国旗（2025年-）
?2011年以降のシリア内戦において反体制派の掲げていた旗。暫定政府発足後の現在も併用される。

## 汎アラブ色（旧バアス党政権下の国旗で用いられていた配色）
2024年12月8日までのバアス党政権下で用いられていた旧国旗の配色は、伝統的な汎アラブ色の物であり、現在もイエメン、エジプト、スーダン、イラクなどの国旗で用いられている。
この色の意味は、緑が正統カリフまたはファーティマ朝を、白がウマイヤ朝を、黒がアッバース朝を、赤が殉教者を表す物であったとされるが、赤に関してはヒジャーズのハーシム家を指す物であったという見方もある。